# Orange (California)
Orange è un centro abitato (city) degli Stati Uniti d'America, situato nella contea di Orange dello Stato della California. Nel 2010 la popolazione era di 136 416 abitanti.

## Geografia fisica
Secondo i rilevamenti dello United States Census Bureau, Orange si estende su una superficie di 65,37 km² (25,24 mi²).